# Granholmen
Granholmen este o arie protejată (arie specială de conservare — SAC, sit de importanță comunitară — SCI) din Suedia întinsă pe o suprafață de 101,2 ha, integral pe uscat.

## Localizare
Centrul sitului Granholmen este situat la coordonatele 65°40′42″N 22°58′35″E / 65.6782°N 22.9765°E.

## Înființare
Situl Granholmen a fost declarat sit de importanță comunitară în iulie 2000 pentru a proteja un număr necunoscut de specii din flora spontană și fauna sălbatică aflate în arealul zonei. Situl a fost protejat și ca arie specială de conservare în martie 2011.

## Biodiversitate
Situată în ecoregiunile boreală și marină baltică, aria protejată conține 8 habitate naturale: Golfuri mici largi și golfuri puțin adânci, Litoraluri nisipoase din Baltica boreală cu vegetație perenă, Terase mlăștinoase și terase nisipoase neacoperite de apă la reflux, Păduri naturale în etape succesive primare ale suprafețelor emergente de coastă, Roci stâncoase cu vegetație pionieră de Sedo-Scleranthion sau Sedo albi-Veronicion dillenii, Taiga vestică, Vegetație perenă pe țărmurile stâncoase, Pășuni de coastă din Baltica boreală.
La baza desemnării sitului se află un număr nedeclarat de specii protejate.